# Macroglossum heliophila
Macroglossum heliophila är en fjärilsart som beskrevs av Jean Baptiste Boisduval 1875. Macroglossum heliophila ingår i släktet Macroglossum och familjen svärmare. Inga underarter finns listade i Catalogue of Life.

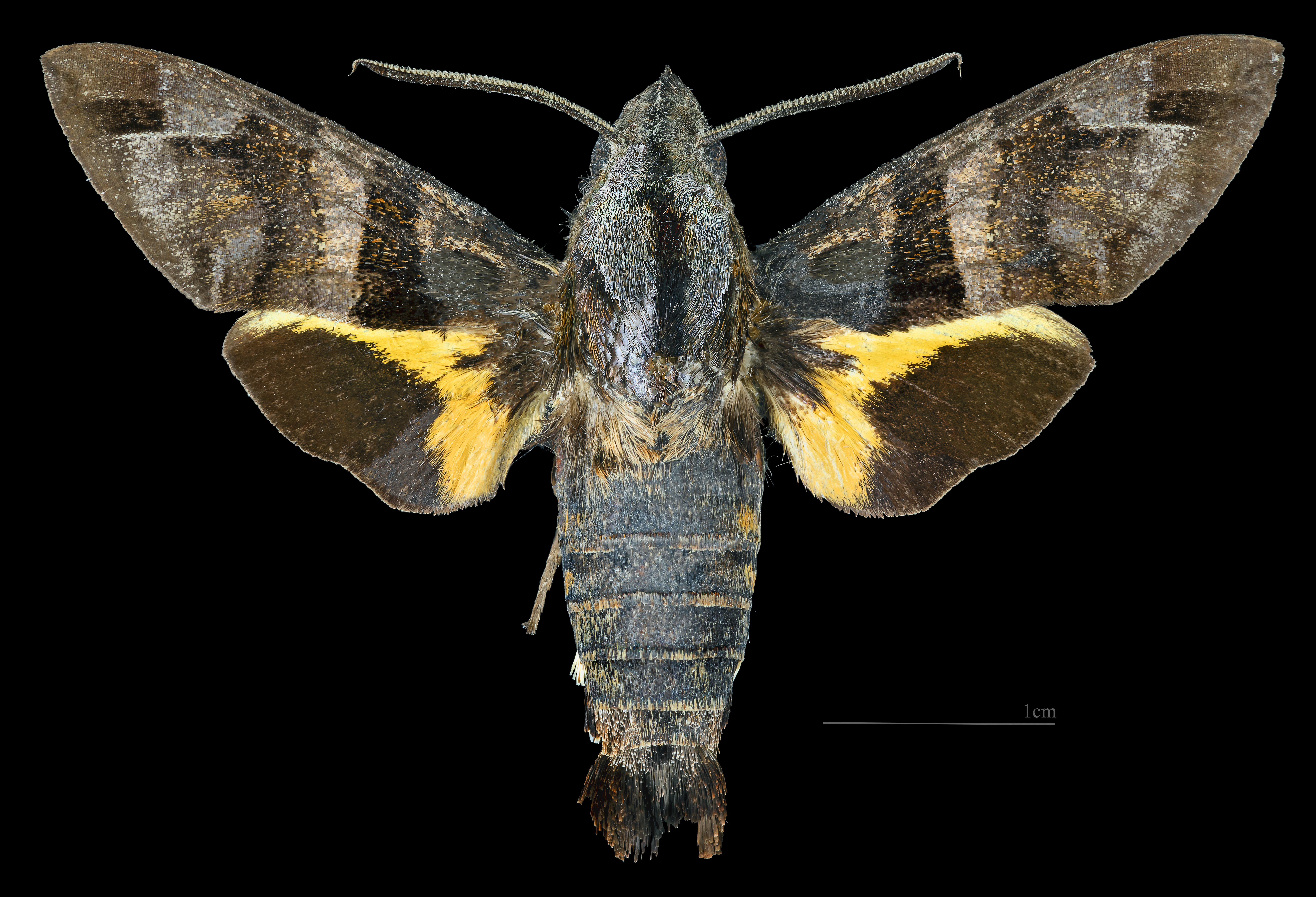
Macroglossum heliophila ♂
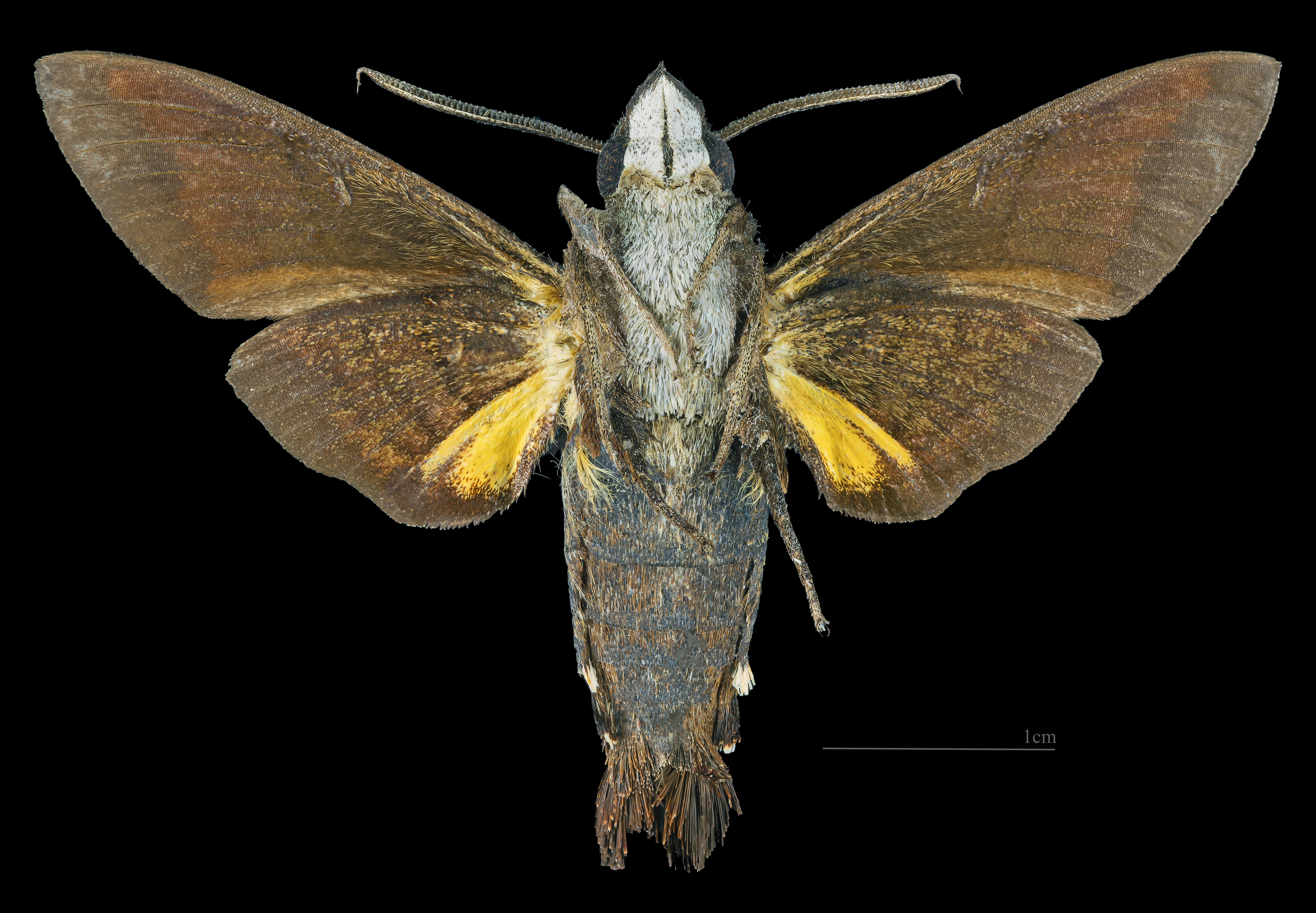
Macroglossum heliophila ♂ △